# Przytór (gromada)
Przytór – gromada istniejąca w okresie Polskiej Rzeczypospolitej Ludowej.
Gromadę Przytór z siedzibą GRN w Przytorze (obecnie w granicach Świnoujścia) utworzono w powiecie wolińskim w woj. szczecińskim na mocy uchwały nr V/52/54 WRN w Szczecinie z dnia 5 października 1954. W skład jednostki weszły obszary dotychczasowych gromad Ognica i Przytór o ze zniesionej gminy Przytór w tymże powiecie. Dla gromady ustalono 9 członków gromadzkiej rady narodowej.
31 grudnia 1959 z gromady Przytór wyłączono tereny lasów państwowych Nadleśnictwa Świnoujście (oddziały 81-21 i 46-47 o powierzchni ok. 146,30 ha), włączając je do miasta Międzyzdroje w tymże powiecie.
Gromadę zniesiono 1 stycznia 1972, a jej obszar włączono w obręb miasta Świnoujścia w tymże powiecie.